# شادی (نام)
شادی در ایران نامی زنانه و در تاجیکستان نامی مردانه است. شادی در ایران به عنوان نام خانوادگی نیز به کار می‌رود.

## برخی افراد سرشناس با نام شادی
- شادی امین
- شادی صدر
- شادی کرم‌رودی
- شادی امینی
- شادی پریدر
- شادی داودی
- شادی بیضایی
- شادی قدیریان
- شادی مرعی
- شادی محمد
- محسن شادی